# Percina lenticula
Percina lenticula és una espècie de peix de la família dels pèrcids i de l'ordre dels perciformes.

## Morfologia
Els mascles poden assolir els 20 cm de longitud total.

## Hàbitat
És un peix d'aigua dolça, bentopelàgic i de clima temperat (35°N - 31°N).

## Distribució geogràfica
Es troba a Nord-amèrica: conques dels rius Pascagoula i Pearl a Geòrgia, Alabama, Mississipi i Louisiana (els Estats Units).